# Peter Tabuns

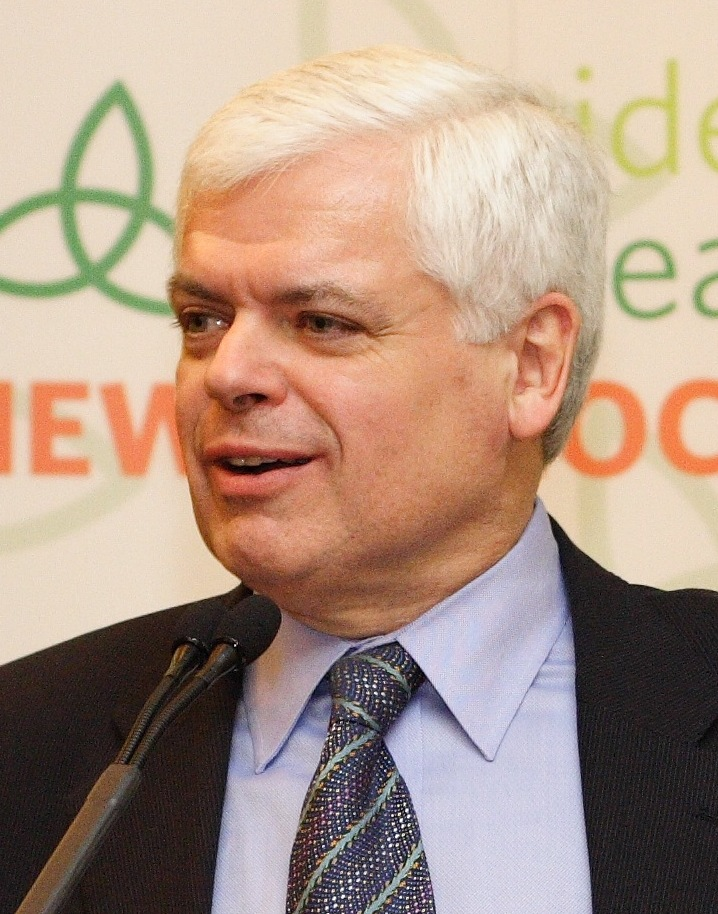
Peter Tabuns 2009

Peter Charles Tabuns (* 3. Oktober 1951 in London, Ontario) ist ein kanadischer Politiker, der von 2022 bis 2023 als Interimsvorsitzender der Ontario New Democratic Party fungierte. Seit 2006 ist er Abgeordneter der Legislativversammlung von Ontario für den Wahlkreis Toronto-Danforth.

## Frühes Leben
Tabuns wurde in London, Ontario, geboren. Sein Vater Anton Tabuns (Lettisch: Antons Tabūns) zog nach der sowjetischen Besetzung Lettlands nach England. Dort lernte er seine Frau Sarah kennen und zog mit ihr nach Kanada. Tabuns besuchte die York University, wo er Politikwissenschaften studierte. Nach dem Abitur leitete er eine Wohnbaugenossenschaft.

## Stadtpolitik
Tabuns wurde 1990 in den Stadtrat von Toronto gewählt. 1994 wurde er wiedergewählt. 1995 setzte er sich für ein Rauchverbot in Food-Courts in Einkaufszentren ein. Ein Jahr später weitete die Stadt Toronto das Rauchverbot auf Bars und Restaurants aus.
Im Jahr 1997 reduzierte die Kommunalreform die Zahl der Stadtratsposten. Diese Reformen bedeuteten, dass Tabuns gezwungen war, bei den Wahlen von 1997 mit den linken Ratsmitgliedern Pam McConnell und Jack Layton zu konkurrieren. Bei der Wahl 1997 trat auch ein Phantomkandidat namens Larry Tabin in die Wahl ein. Es wurde behauptet, dass Tabin von Bar- und Restaurantbesitzern als Kandidat rekrutiert wurde, die versuchten, Tabuns wegen seiner Anti-Raucher-Ansichten zu besiegen. Tabuns wurde mit rund 200 Stimmen besiegt. In der Zwischenzeit erhielt Tabin, der nicht wahlkämpfte, über 900 Stimmen.

## Greenpeace
Von 1999 bis 2004 war Tabuns Direktor von Greenpeace Kanada. Unter Tabuns Führung setzte sich Greenpeace für die Übernahme des Kyoto-Protokoll durch Kanada ein. Tabuns war von 2004 bis 2005 auch Sonderberater für den Klimawandel des Vorsitzenden der Neuen Demokratischen Partei, Jack Layton.

## Föderalpolitik
Tabuns war der Neue Demokratische Partei Kandidat im Wahlkreis Beaches-East York bei den Unterhauswahlen 2004. Obwohl er keinen Erfolg hatte, erhöhte er die Unterstützung der Partei um 6000 Stimmen im Wahlkreis. 

## Provinzpolitik
Im Jahr 2006 wurde Tabuns als Kandidat der Ontario New Democratic Party für eine Provinznachwahl im Wahlkreis Toronto-Danforth ausgewählt. Er gewann die Nachwahl mit 47,8 Prozent der Stimmen. 
Im Oktober 2006 wurde Tabuns von den Lesern des Now Magazine zum besten Abgeordneter der Legislativversammlung von Ontario gewählt. Tabuns wurde bei den Provinzwahlen 2007, 2011, 2014, 2018 und 2022 wiedergewählt.

### Parteiführungskampagne 2009
Nach dem Rücktritt des Vorsitzenden der Ontario New Democratic Party, Howard Hampton, im Juni 2008 war Tabuns ein Kandidat für den Parteivorsitzenden. Beim Parteitag am 7. März 2009 belegte Tabuns den zweiten Platz in der Wahl zur Führung hinter Andrea Horwath, aber vor Gilles Bisson und Michael Prue. 

### Interimsvorsitzender der Ontario New Democratic Party
Nachdem Andrea Horwath am 2. Juni 2022 als Parteivorsitzende zurückgetreten war, wurde Tabuns zur Interimsvorsitzenden ernannt. Als Interimsvorsitzender führte er den Kampf der Partei zur Verteidigung streikender Bildungsarbeiter an. 
Die Konservative Regierung von Doug Ford hatte ein Gesetz erlassen, das den Streik illegal machte. Das Gesetz wurde später vor Gericht vereitelt. Er fungierte als Interimsvorsitzender, bis Marit Stiles am 4. Februar 2023 zur Parteivorsitzenden gewählt wurde.